# 山邊問題
山邊（Yamabe）問題是微分幾何的問題，得名自山邊英彥。雖然山邊英彥在1960年初宣稱得到解答，他的證明中一個關鍵錯誤在1968年被尼爾·特魯丁格發現，而山邊英彥已在1960年底逝世。後來陸續由尼爾·特魯丁格、蒂埃里·奧班、理查德·舍恩研究，山邊問題在1984年得到完全解決。

## 問題
給出維數{\displaystyle n\geq 3}的光滑緊緻流形{\displaystyle M}及黎曼度量{\displaystyle g}，是否必然存在共形於{\displaystyle g}的度量{\displaystyle g'}，使得{\displaystyle g'}的數量曲率為常數？換言之，{\displaystyle M}上是否存在光滑函數{\displaystyle f}，使得 {\displaystyle g'=e^{2f}g}有常數量曲率？
現已知道確有如此度量，證明使用了微分幾何、偏微分方程、泛函分析的技巧。

## 非緊緻情形
推廣到非緊緻流形上的山邊問題是：在非緊緻的光滑完備黎曼流形{\displaystyle (M,g)}，是否必然存在共形度量{\displaystyle g'}，使數量曲率為常數，且流形仍為完備？這問題的答案為否，Jin Zhiren發現其反例。